# Stelle principali della costellazione dei Gemelli
Segue un prospetto delle stelle principali della costellazione dei Gemelli, elencate per magnitudine decrescente.